# الإيمان 1
قرية الايمان هي إحدى القرى التابعة لمركز كوم حمادة في محافظة البحيرة في جمهورية مصر العربية. حسب إحصاءات سنة 2006، بلغ إجمالي السكان في الايمان 1460 نسمة، منهم 782 رجل و678 امرأة.